# FK Cup 2016 (Frauen)
Die FK Cup 2016 war die 3. Spielzeit des Frauen-Futsal-Pokalwettbewerbs für südkoreanische Vereinsmannschaften. Pokalsieger wurde Busan Kapa Ladies FS. Der Wettbewerb startete am 13. August und endete mit dem Finale am 14. August 2016.

## Modus
Der Wettbewerb startete mit den Halbfinale. Die Gewinner des Halbfinales zogen in das Finale und die Verlierer spielten um den 3. Platz. Der Gewinner des Finales, wurde neuer FK-Cup-Gewinner.

## Teilnehmer
| Mannschaften         |
| -------------------- |
| FS Seoul Ladies      |
| FS Chuncheon Ladies  |
| Daejeon Bluel FS     |
| Busan Kapa Ladies FS |

## K.O.-Runde

### Halbfinale
|                     | Ergebnis |                      |
| ------------------- | -------- | -------------------- |
| FS Chuncheon Ladies | 00:14    | Daejeon Bluel FS     |
| FS Seoul Ladies     | 1:3      | Busan Kapa Ladies FS |

### Spiel um Platz 3.
|                     | Ergebnis |                 |
| ------------------- | -------- | --------------- |
| FS Chuncheon Ladies | 4:21     | FS Seoul Ladies |

### Finale
|                  | Ergebnis        |                      |
| ---------------- | --------------- | -------------------- |
| Daejeon Bluel FS | 1:1 (2:3 i. E.) | Busan Kapa Ladies FS |